# Güleryüz

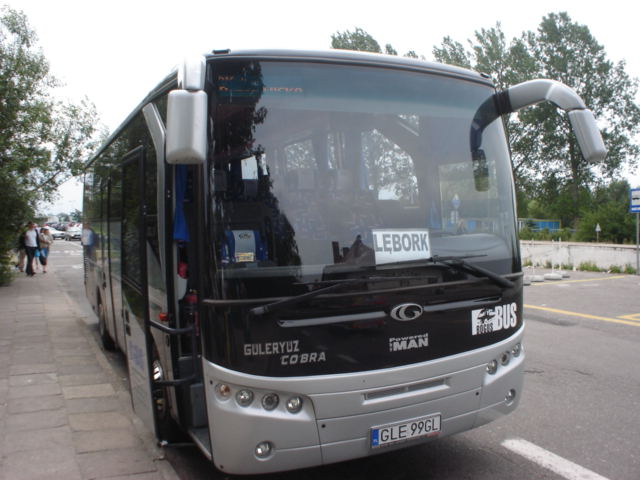
Güleryüz Cobra GL 9 w Łebie

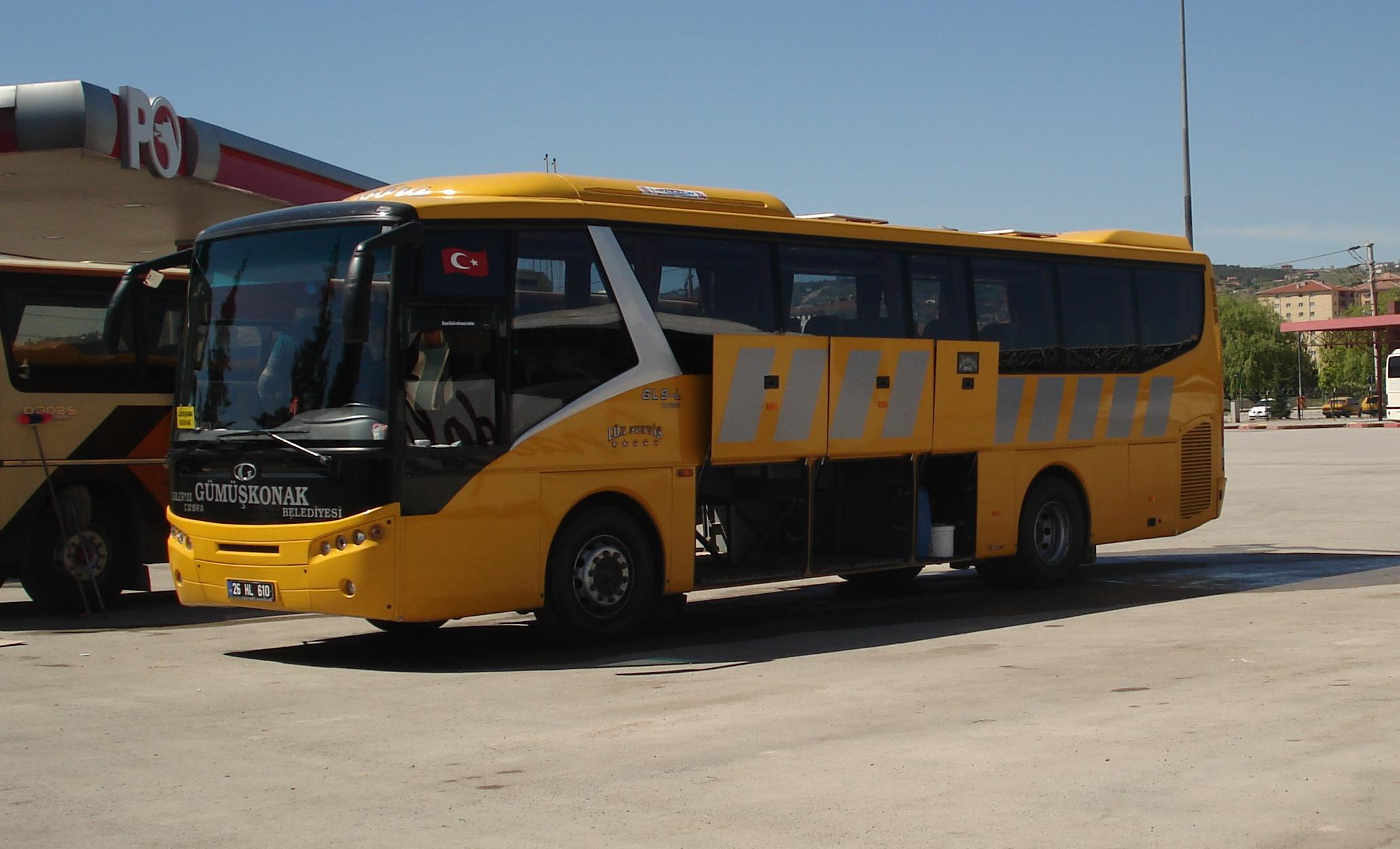
Güleryüz Cobra GL 9L

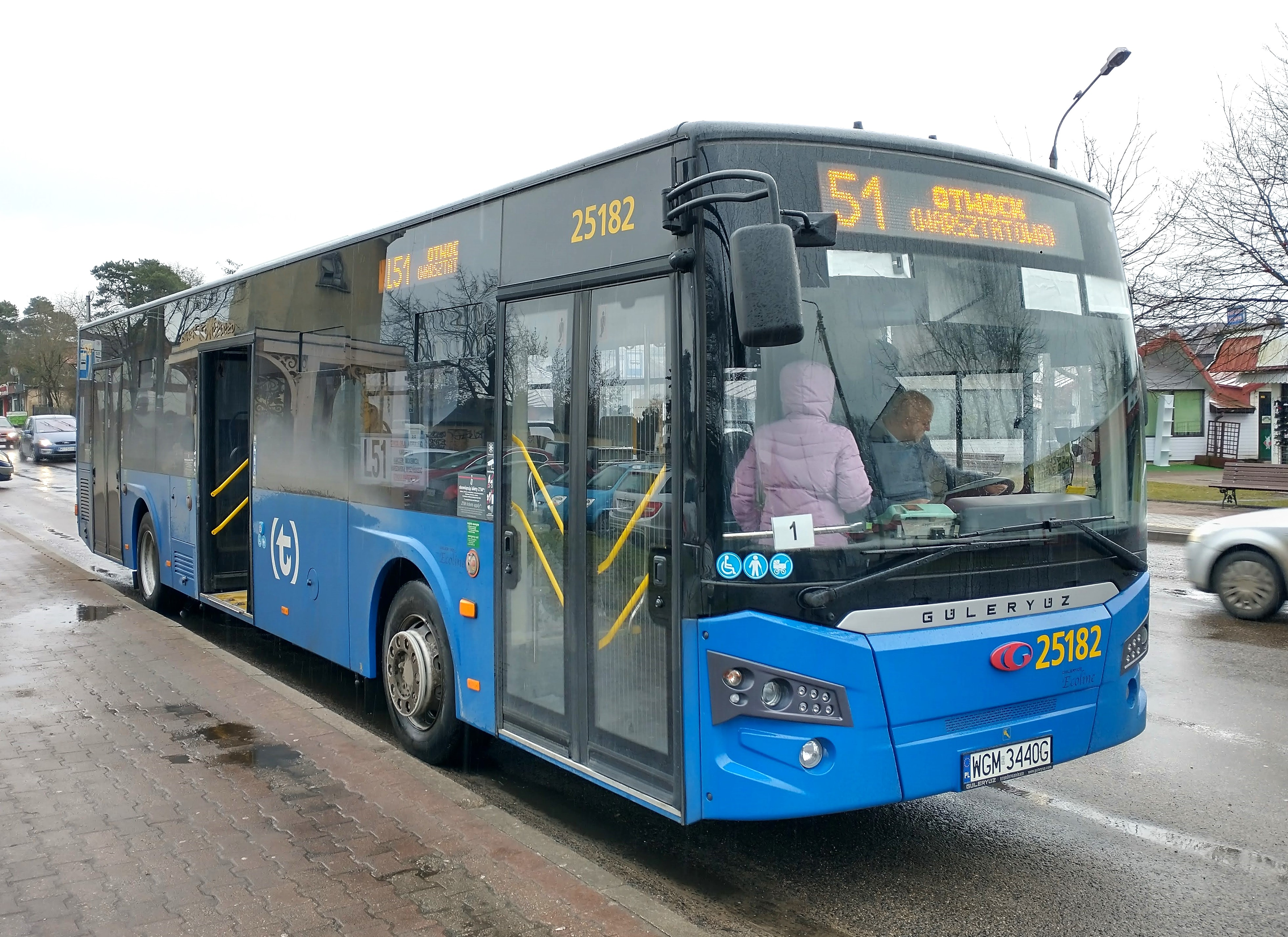
Güleryüz Ecoline 12 (Cobra GD 272 LF) w Otwocku

Güleryüz Karoseri Otomotiv Sanayi ve Ticaret A.Ş. (w skrócie Güleryüz) – producent autobusów z siedzibą w mieście Bursa w Turcji.

## Historia

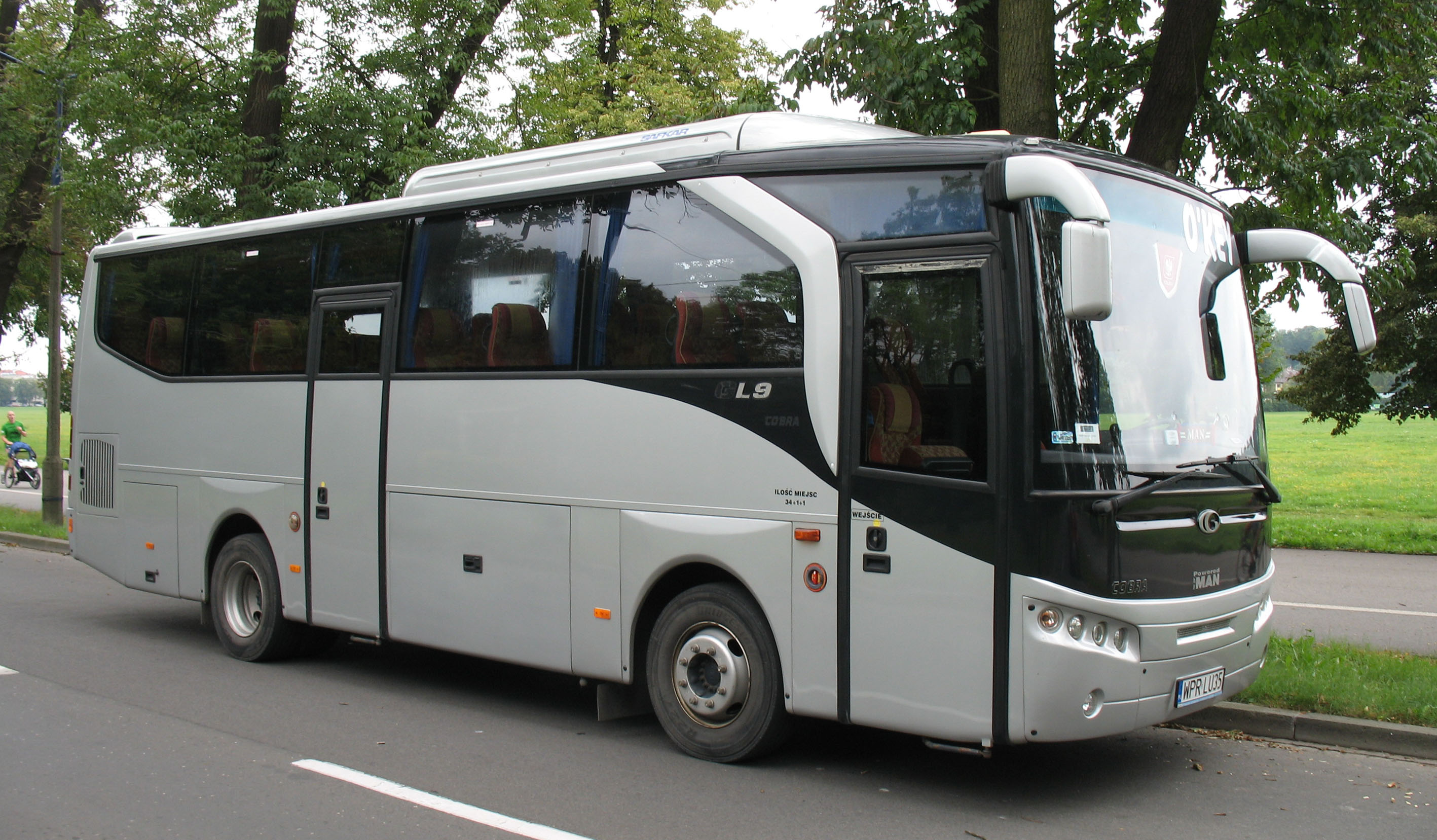
Autobus dalekobieżny typu kombi Güleryüz Cobra GL 9 (WPR LU35) z 2007 roku, należący do firmy Transport Turystyczny Andrzej Włodarczyk z Pruszkowa, w Krakowie

W 1967 r. Hasan Keskin z trzema synami założyli niewielką firmę rodzinną i przez kolejne lata specjalizowali się w naprawach autobusów.
Od 1982 r. firma rozszerzyła działalność o produkcję nadwozi autobusów na tylnosilnikowych podwoziach Mercedes-Benz, MAN, Renault. Początkowo budowano nadwozia z drewna, następnie stalowe. W latach 80. kontrolę nad firmą przejęło trzech synów Keskina. W 1991 r. rozpoczęto produkcję nadwozi autobusów dwupokładowych na podwoziach DAF i Volvo, a od 1993 r. produkcja zostaje rozszerzona o luksusowe autokary 12 i 15 metrowe, które eksportowano do Libanu, Arabii Saudyjskiej i Jordanii. W 1999 r. zapadła decyzja o produkcji pod własną marką, i w roku 2000 rozpoczyna się produkcja autobusów Cobra. W 2006 r. podjęto decyzję o budowie nowego zakładu, który w 2007 roku zwiększył zdolności produkcyjne firmy do 500 sztuk autobusów rocznie. W 2006 r. zatrudnienie wynosiło 212 osób. W 2005 r. wyprodukowano 214 sztuk, zaś w 2006 – 221 autobusów. Ponad jedna czwarta z nich trafiła na eksport, głównie do krajów bałkańskich. Obecnie stosowane są głównie silniki marki MAN.
Od 2007 r. polska firma „M&P Auto Cuby” z Gościcina oferuje na rodzimym rynku autobusy rodziny Cobra. Prezentowała je również, począwszy od 2007 roku, na targach Transexpo w Kielcach.

## Program produkcyjny
Aktualna oferta:
- Cobra GM 220 – miejski HF, 10,25 m,
- Cobra GD 272 – miejski HF, 12 m,
- Cobra GM 180 – miejski LE, 9 m,
- Cobra GD 272 LF – miejski LE, 12 m,
- Cobra DD – miejski dwupokładowy LF, 11 m,
- Cobra DD Open Top – miejski dwupokładowy z otwartym dachem LF, 11 m,
- Cobra GM 220 S – lokalny, 10,25 m,
- Cobra GD 272 S – lokalny, 12 m,
- Cobra GL 9 – kombi, 9,1 m,
- Cobra GL 9L – kombi, 11 m.

Wcześniejsze modele:
- Cobra GD 160 – miejski HF, 9 m.